# Водопровідна вода

З крану крапає дорогоцінна водопровідна вода

Водопровідна вода (проточна вода, вода з міського водопроводу, міського водопостачання) — вода, що доправляється в будинки комунальним підприємством з водопостачання. Стала доступною в містах розвиненого світу, протягом останньої чверті 19 століття, і загальнодоступною — в середині 20-го століття. Як правило, це вода з річкових водозаборів.
Водопровідна вода очищається від шкідливих речовин. Часто може містити розчинені солі кальцію, магнію, заліза та інших елементів (тверда вода), через це є складнішою у використанні, в тому числі для прання одягу.
Вода з-під крану інколи може виглядати каламутною, тож це часто сприймають за мінеральні домішки у воді. Зазвичай, це викликано бульбашками повітря, що виходять з рідини внаслідок зміни температури або тиску. Оскільки холодна вода утримує більше повітря, ніж тепла, у воді з’являються маленькі бульбашки.

## Питне водопостачання
Питна вода може надходити з кількох можливих джерел:
- Муніципальне постачання води
- Вода з свердловини
- Оброблена вода зі струмків, річок, озер, дощова вода тощо.

На теренах України та країн СНД, станом на 2020-і роки, водопровідну воду хлорують.
У США, до водопровідної води задля боротьби з карієсом та з метою поліпшення стоматологічного здоров'я серед населення, додають фторидні з'єднання (фтористі сполуки). У деяких громадах, фторування води залишається спірним питанням. (Див. Суперечки щодо фторування води).
Лабораторій в Україні, в яких можна досліджувати якість води за 37 показниками станом на 2004 рік було лише декілька, а їх потребує кожна область.

## Гаряче водопостачання
Забезпечення гарячою водою здійснюється за допомогою водонагрівальної техніки, або шляхом централізованого теплопостачання. Гаряча вода з цих одиниць, потім подається трубопроводом, і використовується в різних застосуваннях і приладах, які вимагають гарячої води: туалети, раковини, ванни, душові, пральні машини і посудомийні машини.

## Матеріали труб
Водопровідні труби можуть складатися з наступних пластикових та металевих матеріалів: 

### Пластик
- полібутилен (PB)
- зшитий поліетилен високої щільності (PE-X)
- блок-кополімер поліпропілену (PP-B)
- поліпропіленовий кополімер (PP-H)
- випадковий кополімер поліпропілену (статистичний) (PP-R)
- металопластик: зшитий поліетилен / алюміній / поліетилен високої щільності (PE-X / Al / PE-HD)
- металопластик: зшитий поліетилен / алюміній / зшитий поліетилен (PE-X / Al / PE-X)
- шаровий кополімер випадкового поліпропілену / алюмінію / поліпропіленового статистичного кополімеру (PP-R / Al / PP-R)
- полівінілхлорид хлорований (PVC-C)

- полівінілхлорид — не пом'якшений (лише для холодної води) (PVC-U)

### Метал
- вуглецева сталь, зазвичай оцинкована
- нержавіюча сталь
- розкиснена мідь з високим вмістом фосфору (Cu-DHP)
- свинець (більше не використовується для нових водогонів через його отруйність)

#### Інші матеріали, якщо виготовлені з них труби були введені в обіг, і широко розповсюджені в будівництві систем водопостачання.
Свинцеві труби
Протягом багатьох століть водопровідні труби виготовляли зі свинцю завдяки простоті його обробки та довговічності. Використання свинцевих труб було причиною проблем зі здоров’ям через незнання небезпеки свинцю в організмі людини, що спричиняє викидні та високий рівень смертності новонароджених. Для прикладу, свинцеві труби, які були встановлені в основному, наприкінці 1800-х років у США, є поширеними і сьогодні, більша частина яких знаходиться на північному сході та на Середньому Заході. Їх вплив порівняно невеликий через забрудненість труб та припинення виділення свинцю у воду; однак свинцеві труби все ще шкодять. Більшість свинцевих труб, які існують на сьогоднішній день (2010), видаляються і замінюються на більш поширений матеріал — мідь або який-небудь пластик.

## Фітинги і вентилі
Докладніше: Запірна арматура, Фітинг, Трубопровідна арматура
Системи питного водопостачання складаються з труб, фітингів, запірної арматури.

## Витрата води, заощадження води
Докладніше: Водопостачання
Вода, яка використовується, наприклад для пожежогасіння, вимагає утилізації. У багатьох випадках це дуже забруднений матеріал, який під час поводження з ним, вимагає
особливого догляду.

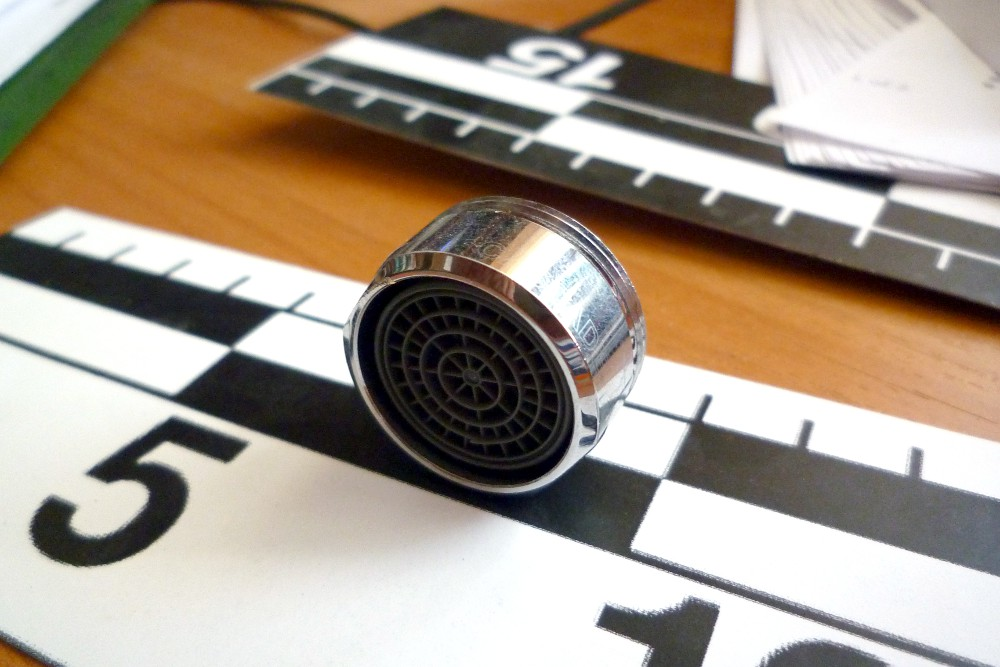
Аератор, який нагвинчується на побутовий кран і дозволяє заощаджувати воду.

Дуже часто залишається велика кількість води після гасіння пожежі. Така вода містить матеріали, присутні у будівлі, а також, має частинки та розчинені матеріали від процесів згоряння та речовини, утворені через розжарення предметів. Вогнегасна вода, може бути особливо забрудненою, коли погашена будівля, сама по собі містить потенційно забруднювальні речовини, такі як пестициди, органічні та неорганічні хімічні реактанти, штучні добрива, тощо. Деякі види приміщень, у тому числі, ферми та хімічна промисловість, представляють особливі ризики через присутні види матеріалів у приміщеннях; будівлі що містять велику кількість пластмас, також можуть спричинити серйозні проблеми через смак і запах, що потрапляє до пожежної води. Зливання забрудненої води до річки або іншого джерела, що згодом використовується для подачі питної води, може призвести до того, що необроблена вода, буде непридатною для пиття та приготування їжі.
Керування вогнегасною водою часто вимагає, щоби вона утримувалася на місці, а потім йшла звідси для спеціального очищення. Одним з визнаних способів, є утримання пожежної води у дренажній системі з використанням пневматичних міхурів або запобіжних клапанів, які можна увімкнути як автоматично, так і вручну.
Зберігання забрудненої, під час пожежогасіння води, є одним із багатьох чинників захисту довкілля, котрий розглядається разом із викидами та забрудненнями, як важлива частина будь-якої екологічної політики компанії, для акредитації за ISO14001.

## Водопровідна вода порівняно з бутельованою водою
Докладніше: Бутельована вода
Склад природних вод різноманітний і являє собою динамічну систему, що постійно змінюється, яка утримує мінеральні й органічні речовини у завислому, колоїдному і розчиненому станах.
Якість води характеризується поєднанням її фізичних властивостей, хімічного і бактеріологічного складу.
До фізичних властивостей води належать її температура, кольоровість, каламутність, присмак і запах.